# Shu
Shu er en egyptisk mytologisk figur, navnet betyder "tørhed" og "den som rejser sig op". Shu er en personifikation af Luften, dvs. rummet mellem Jorden (Geb) og Himlen (Nut), og gengives på billeder som en fader, der løfter sin datter Nut, så hendes foroverbøjede krop danner himmelhvælvingen.
Shu blev skabt af Atum ved masturbation i Heliopolis, og sammen med sin søster Tefnut (dug) fik Shu børnene Geb og Nut.
Der er ikke overleveret nogen tegn på en kult eller et tempel for Shu.